# ديفيد ريد (لاعب كرة قدم مواليد 1941)
ديفيد ريد (بالإنجليزية: David Read)‏ هو لاعب كرة قدم بريطاني في مركز نصف الجناح، ولد في 15 يناير 1941 في Stafford ‏ في المملكة المتحدة. لعب مع نادي تشستر سيتي ووولفرهامبتون واندررز.